# Kusinskij rajon
Il Kusinskij rajon (in russo Кусинский район?) è un rajon dell'oblast' di Čeljabinsk, nella Siberia occidentale. Istituito nel 1940, il suo capoluogo è Kusa.